# Castillo de Borró
El castillo de Borró es una fortaleza de origen musulmán que se encuentra en Rótova (Valencia).
Es bien de interés cultural con registro ministerial R-I-51-0010922 de 5 de noviembre de 2002.

## Emplazamiento
El castillo se encuentra en la Peña del Borró, en Rótova, a 240 metros sobre el nivel del mar.

## Descripción
Lo que queda a principios del siglo XXI son los restos de la fortificación. Hay una torre redonda de mampostería dotada de una gran aspillera que enfila la senda de acceso. Del lado norte de esta torre, sale hacia el este un lienzo de muralla, medio derruida. Por el lado oriental se accedía mediante una torre cuadrada, de tapial y con una altura de menos de tres metros. La muralla continúa hacia el este siguiendo el relieve y aprovechando la defensa natural proporcionada por el acantilado. Al este de la peña se encuentran los cimientos de una torre cuadrada de la que no queda nada más.
La fortaleza disponía de aljibes. El conjunto de la fortaleza tiene una superficie de 3700 m²

## Historia
En la Peña del Borró se han encontrado restos ibéricos y romano tardíos. Sobre estos restos, los musulmanes edificaron el castillo en los siglos X u XI. Este fue conquistado por los aragoneses el 26 de marzo de 1261. Tuvo un cierto papel durante la revuelta de Al-Azraq, tras lo cual quedó sin uso.